# Eccellenza Piemonte-Valle d'Aosta 1995-1996
Il campionato italiano di calcio di Eccellenza regionale 1995-1996 è stato il quinto organizzato in Italia. Rappresenta il sesto livello del calcio italiano.
Questo è il campionato regionale che raccoglie le formazioni piemontesi e valdostane.

## Girone A

### Squadre partecipanti
| Squadra              | Città                      |
| -------------------- | -------------------------- |
| A.C. Borgomanero     | Borgomanero (NO)           |
| S.S. Caltignaga (NO) | Caltignaga                 |
| U.S. Castellamonte   | Castellamonte (TO)         |
| A.C. Castellettese   | Castelletto Ticino (NO)    |
| U.S. Cerano Calcio   | Cerano (NO)                |
| U.S. Ivrea           | Ivrea (TO)                 |
| U.S. Juventus Domo   | Domodossola (VB)           |
| U.R.S. La Chivasso   | Chivasso (TO)              |
| A.C. Mathi           | Mathi (TO)                 |
| Oleggio Sportiva     | Oleggio (NO)               |
| A.C. Omegna 1906     | Omegna (VB)                |
| U.S. Rivarolese 1906 | Rivarolo Canavese (TO)     |
| U.S. Sangiustese     | San Giusto Canavese (TO)   |
| A.U.S. San Maurizio  | San Maurizio Canavese (TO) |
| A.S. Sunese          | Suno (NO)                  |
| S.S. Verbania Calcio | Verbania                   |

### Classifica finale
|  | Pos. | Squadra          | Pt | G  | V  | N  | P  | GF | GS | DR  |
|  | ---- | ---------------- | -- | -- | -- | -- | -- | -- | -- | --- |
|  | 1.   | Verbania         | 60 | 30 | 17 | 9  | 4  | 51 | 25 | +26 |
|  | 2.   | Oleggio Sportiva | 58 | 30 | 16 | 10 | 4  | 53 | 20 | +33 |
|  | 3.   | Ivrea            | 58 | 30 | 16 | 10 | 4  | 54 | 28 | +26 |
|  | 4.   | Sunese           | 58 | 30 | 17 | 7  | 6  | 43 | 23 | +20 |
|  | 5.   | La Chivasso      | 42 | 30 | 10 | 12 | 8  | 39 | 32 | +7  |
|  | 6.   | Borgomanero      | 41 | 30 | 10 | 11 | 9  | 36 | 29 | +7  |
|  | 7.   | Caltignaga       | 39 | 30 | 11 | 6  | 13 | 39 | 38 | +1  |
|  | 8.   | Castellamonte    | 38 | 30 | 10 | 8  | 12 | 36 | 36 | 0   |
|  | 9.   | Mathi            | 37 | 30 | 9  | 10 | 11 | 23 | 28 | -5  |
|  | 10.  | Sangiustese      | 35 | 30 | 8  | 11 | 11 | 31 | 33 | -2  |
|  | 11.  | Rivarolese       | 35 | 30 | 8  | 11 | 11 | 18 | 25 | -7  |
|  | 12.  | Castellettese    | 34 | 30 | 9  | 7  | 14 | 31 | 51 | -20 |
|  | 13.  | Omegna           | 34 | 30 | 10 | 4  | 16 | 29 | 48 | -19 |
|  | 14.  | Cerano           | 34 | 30 | 8  | 10 | 12 | 30 | 40 | -10 |
|  | 15.  | San Maurizio     | 27 | 30 | 6  | 9  | 15 | 30 | 54 | -24 |
|  | 16.  | Juventus Domo    | 17 | 30 | 2  | 11 | 17 | 19 | 52 | -33 |

### Spareggi

#### Spareggio 2º posto
| Squadra 1        | Risultato | Squadra 2 |
| ---------------- | --------- | --------- |
| Oleggio Sportiva | 2 - 0     | Ivrea     |

| Arbitro: | Consonni |

|                 |           |  |
| Alessio 5’, 60’ | Marcatori |  |

#### Spareggio salvezza
| Squadra 1 | Risultato       | Squadra 2 |
| --------- | --------------- | --------- |
| Omegna    | 2 - 2 (4-2 dcr) | Cerano    |

| Arbitro: | Tagliapietra (Bassano del Grappa) |

|                         |                      |                                   |
| Tummolo 43’ Donati 110’ | Marcatori            | 77’ (aut.) Vianello 92’ De Santis |
|                         | Tiri di rigore 4 – 2 |                                   |

### Verdetti finali
- Verbania promosso nel Campionato Nazionale Dilettanti 1996-1997.
- Oleggio Sportiva ai play-off nazionali.
- Cerano, San Maurizio e Juventus Domo retrocesse in Promozione 1996-1997.

## Girone B

### Squadre partecipanti
| Squadra               | Città                   |
| --------------------- | ----------------------- |
| U.S. Acqui            | Acqui Terme (AL)        |
| U.S. Alpignano        | Alpignano (TO)          |
| A.C. Bra              | Bra (CN)                |
| U.S. Carmagnolese     | Carmagnola (TO)         |
| A.S. Casale Calcio    | Casale Monferrato (AL)  |
| U.S. Cavallermaggiore | Cavallermaggiore (CN)   |
| A.C. Chieri           | Chieri (TO)             |
| Cuneo Sportiva        | Cuneo                   |
| U.S. Fossanese        | Fossano (CN)            |
| U.S. Libarna          | Serravalle Scrivia (AL) |
| U.S. Novese           | Novi Ligure (AL)        |
| A.S. Piobesi          | Piobesi Torinese (TO)   |
| A.C. Rivoli           | Rivoli (TO)             |
| U.S. Saviglianese     | Savigliano (CN)         |
| A.S. Trino            | Trino Vercellese (VC)   |
| A.S. Venaria          | Venaria (TO)            |

### Classifica finale
|  | Pos. | Squadra          | Pt | G  | V  | N  | P  | GF | GS | DR  |
|  | ---- | ---------------- | -- | -- | -- | -- | -- | -- | -- | --- |
|  | 1.   | Fossanese        | 67 | 30 | 19 | 10 | 1  | 52 | 20 | +32 |
|  | 2.   | Casale           | 64 | 30 | 19 | 7  | 4  | 45 | 20 | +25 |
|  | 3.   | Cuneo            | 63 | 30 | 19 | 6  | 5  | 49 | 20 | +29 |
|  | 4.   | Chieri           | 45 | 30 | 12 | 9  | 9  | 46 | 34 | +12 |
|  | 5.   | Alpignano        | 45 | 30 | 12 | 9  | 9  | 46 | 41 | +5  |
|  | 6.   | Novese           | 44 | 30 | 12 | 8  | 10 | 37 | 27 | +10 |
|  | 7.   | Acqui            | 44 | 30 | 11 | 11 | 8  | 36 | 32 | +4  |
|  | 8.   | Venaria          | 39 | 30 | 11 | 6  | 13 | 35 | 39 | -4  |
|  | 9.   | Bra              | 37 | 30 | 10 | 7  | 13 | 41 | 48 | -7  |
|  | 10.  | Saviglianese     | 36 | 30 | 8  | 12 | 10 | 32 | 36 | -4  |
|  | 11.  | Rivoli           | 35 | 30 | 8  | 11 | 11 | 38 | 41 | -3  |
|  | 12.  | Libarna          | 35 | 30 | 9  | 8  | 13 | 31 | 38 | -7  |
|  | 13.  | Trino            | 33 | 30 | 7  | 12 | 11 | 31 | 36 | -5  |
|  | 14.  | Carmagnolese     | 23 | 30 | 5  | 8  | 17 | 27 | 53 | -26 |
|  | 15.  | Cavallermaggiore | 20 | 30 | 4  | 8  | 18 | 34 | 60 | -26 |
|  | 16.  | Piobesi          | 20 | 30 | 4  | 8  | 18 | 17 | 52 | -35 |

### Verdetti finali
- Fossanese e Casale promossi nel Campionato Nazionale Dilettanti 1996-1997.
- Carmagnolese, Cavallermaggiore e Piobesi retrocesse in Promozione 1996-1997.